# Юлімар Рохас
Юлімар Андреа Рохас Родрігес (ісп. Yulimar Andrea Rojas Rodríguez; нар. 21 жовтня 1995) — венесуельська легкоатлетка, яка спеціалізується у потрійному стрибку.

## Із життєпису
Розпочинала виступи у легкій атлетиці зі стрибків у висоту. Найбільшим досягненням у цій дисципліні стала перемога на Південноамериканських іграх (2014). Паралельно виступала у стрибках у довжину.
Стрибає потрійним з 2014. Тренується під керівництвом кубинця Івана Педросо, олімпійського чемпіона-2000 та багаторазового чемпіона світу в стрибках у довжину.
Олімпійська чемпіонка (2021) та срібна олімпійська призерка (2016) з потрійного стрибку.
Дворазова чемпіонка світу в потрійному стрибку (2017, 2019).
Дворазова чемпіонка світу в приміщенні в потрійному стрибку (2016, 2018).
Чемпіонка Діамантової ліги сезону-2021 у потрійному стрибку.
Чемпіонка Панамериканських ігор у потрійному стрибку (2019).
Чемпіонка Південної Америки (2015) та срібна призерка чемпіоната Південної Америки (2017) у потрійному стрибку.
Чемпіонка Венесуели у стрибках у висоту (2013), стрибках у довжину (2014, 2015) та потрійному стрибку (2014, 2015).
Рекордсменка світу у потрійному стрибку просто неба (2021) та в приміщенні (2020).

## Визнання
- Легкоатлетка року в світі (у технічних дисциплінах) (2023)[11]

## Основні міжнародні виступи
| Рік  | Змагання                      | Місто          | Місце | Дисципліна | Примітки         |
| ---- | ----------------------------- | -------------- | ----- | ---------- | ---------------- |
| 2013 | Чемпіонат Південної Америки   | Картахена      |       | довжина    |                  |
| 2013 | висота                        |                |       |            |                  |
| 2014 | Південноамериканські ігри     | Сантьяго       | 1     | висота     |                  |
| 2014 | Чемпіонат світу серед юніорів | Юджин          |       | довжина    |                  |
| 2014 | 1кв7                          | потрійний      |       |            |                  |
| 2015 | Чемпіонат Південної Америки   | Ліма           |       | довжина    |                  |
| 2015 | 1                             | потрійний      |       |            |                  |
| 2015 | Панамериканські ігри          | Торонто        |       | довжина    |                  |
| 2015 | потрійний                     |                |       |            |                  |
| 2016 | Чемпіонат світу в приміщенні  | Портленд       | 1     | потрійний  | Відео на YouTube |
| 2016 | Олімпійські ігри              | Ріо-де-Жанейро | 2     | потрійний  | Відео на YouTube |
| 2017 | Чемпіонат Південної Америки   | Асунсьйон      | 2     | потрійний  |                  |
| 2017 | Чемпіонат світу               | Лондон         | 1     | потрійний  | Відео на YouTube |
| 2018 | Чемпіонат світу в приміщенні  | Бірмінгем      | 1     | потрійний  | Відео на YouTube |
| 2019 | Панамериканські ігри          | Ліма           | 1     | потрійний  | Відео на YouTube |
| 2019 | Чемпіонат світу               | Доха           | 1     | потрійний  | Відео на YouTube |
| 2021 | Олімпійські ігри              | Токіо          | 1     | потрійний  | Відео на YouTube |
| 2022 | Чемпіонат світу в приміщенні  | Белград        | 1     | потрійний  |                  |
| 2022 | Чемпіонат світу               | Юджин, США     | 1     | потрійний  |                  |

## Визнання
- Орден Хосе Фелікса Рібаса (ісп. Orden José Félix Ribas) (2016)[12]
- Найкраща спортсменка Латинської Америки та країн Карибського басейну (2017, 2019)[13]
- Зірка, яка сходить за версією Світової легкої атлетики (2017)[14]
- Легкоатлетка року за версією Світової легкої атлетики (2020)[15]

## Особисте життя
- За сексуальною орієнтацією — лесбійка[16]
- ЛГБТ-активістка[17]